# Brad Larsen
Bradley Alexander „Brad“ Larsen (* 28. Juni 1977 in Nakusp, British Columbia) ist ein ehemaliger kanadischer Eishockeyspieler und derzeitiger -trainer, der im Verlauf seiner aktiven Karriere zwischen 1993 und 2010 unter anderem 319 Spiele für die Colorado Avalanche und Atlanta Thrashers in der National Hockey League (NHL) auf der Position des linken Flügelstürmers bestritten hat. Bis April 2023 war Larson Cheftrainer bei den Columbus Blue Jackets, nachdem er dort sieben Jahre als Assistenztrainer tätig gewesen war. Seit Juni 2024 fungiert er als Assistenztrainer bei den Calgary Flames in der NHL.

## Karriere
Brad Larsen begann seine Karriere bei den Swift Current Broncos, für die er vier Jahre lang in der Western Hockey League aktiv war. Larsen wurde im NHL Entry Draft 1995 in der dritten Runde als insgesamt 53. Spieler von den Ottawa Senators aus der National Hockey League ausgewählt. Ein halbes Jahr später, im Januar 1996, wurden die Rechte am Spieler im Tausch für den Finnen Janne Laukkanen an die Colorado Avalanche weitergegeben. Bis zum NHL Entry Draft 1997 wurde er nicht von Colorado unter Vertrag genommen, so dass er wieder in den Entry Draft aufgenommen wurde. Anschließend wurde Larsen als insgesamt 87. Spieler doch noch von den Avalanche gewählt, für die er in der Saison 1997/98 sein Debüt in der NHL gab. In seinem ersten Jahr in Colorado kam er ansonsten jedoch ausschließlich in der American Hockey League für Colorados Farmteam, die Hershey Bears, zum Einsatz.
Nach sieben Jahren, in denen Larsen immer wieder sowohl für die Bears als auch die Avalanche zum Einsatz gekommen war, wurde er im Februar 2004 über die Waiver-Liste von den Atlanta Thrashers unter Vertrag genommen. Nachdem er in seiner ersten Spielzeit bei den Thrashers sechs Mal in der NHL zum Einsatz gekommen war, überbrückte er die Zeit des Lockouts der NHL-Saison 2004/05 ausschließlich beim Farmteam Atlantas, den Chicago Wolves. In den folgenden drei Jahren erspielte sich der Angreifer einen festen Platz im NHL-Team. Am 26. September 2008 wurde Larsen zusammen mit Ken Klee und Chad Painchaud im Tausch für Mathieu Schneider an die Anaheim Ducks abgegeben. Für die gesamte Saison 2008/09 fiel er jedoch verletzungsbedingt vom Spielbetrieb aus und absolvierte nie eine Begegnung für die Kalifornier. Im September 2009 unterschrieb Larsen einen Kontrakt bei den Portland Pirates aus der AHL. Als Stammspieler kam er in 59 Begegnungen auf eine Bilanz von 27 Punkten, ehe er zum Saisonende seine Karriere im Alter von 33 Jahren beendete.
Zur Saison 2010/11 wurde Larsen Assistenztrainer bei den Springfield Falcons aus der AHL unter Cheftrainer Rob Riley. Zur Spielzeit 2012/13 übernahm er die Funktion des Cheftrainers bei den Springfield Falcons. Diese hatte er zwei Spielzeiten inne, ehe ihn die Columbus Blue Jackets im Vorfeld der Saison 2014/15 als Assistenztrainer verpflichteten. In Columbus war er unter Todd Richards sowie anschließend sechs Jahre unter John Tortorella tätig, ehe er Letzteren im Juni 2021 als Cheftrainer der Blue Jackets beerbte. Dort wurde nach der Saison 2022/23 entlassen, nachdem Columbus den letzten Platz in der Eastern Conference belegt hatte. Anschließend wurde Larsen im Juni 2024 als neuer Assistenztrainer bei den Calgary Flames engagiert.

### International
Als Jugendspieler bestritt Larsen insgesamt 38 Spiele für die U17- und die U20-Nationalmannschaft Kanadas. Mit der U17 gewann er eine Bronzemedaille bei der World U-17 Hockey Challenge 1994 und mit der U20 in den Jahren 1996 und 1997 jeweils die Goldmedaille bei der Junioren-Weltmeisterschaft. Ebenso gewann er das Turnier La Copa Mexico 1994, dem Vorläufer des Hlinka Gretzky Cups, mit der kanadischen U18-Auswahl.

## Erfolge und Auszeichnungen
- 1997 WHL East Second All-Star Team

### International
- 1994 Bronzemedaille bei der World U-17 Hockey Challenge
- 1994 Goldmedaille bei der La Copa Mexico
- 1996 Goldmedaille bei der Junioren-Weltmeisterschaft
- 1997 Goldmedaille bei der Junioren-Weltmeisterschaft

## Karrierestatistik

### International
Vertrat Kanada bei:
- World U-17 Hockey Challenge 1994
- La Copa Mexico 1994
- Junioren-Weltmeisterschaft 1996
- Junioren-Weltmeisterschaft 1997

(Legende zur Spielerstatistik: Sp oder GP = absolvierte Spiele; T oder G = erzielte Tore; V oder A = erzielte Assists; Pkt oder Pts = erzielte Scorerpunkte; SM oder PIM = erhaltene Strafminuten; +/− = Plus/Minus-Bilanz; PP = erzielte Überzahltore; SH = erzielte Unterzahltore; GW = erzielte Siegtore; 1 Play-downs/Relegation; Kursiv: Statistik nicht vollständig)

### NHL-Trainerstatistik
(Legende zur Trainerstatistik: Sp oder GC = Spiele insgesamt; W oder S = erzielte Siege; L oder N = erzielte Niederlagen; T oder U = erzielte Unentschieden; OTL oder OTN = erzielte Niederlagen nach Overtime oder Shootout; Pts oder Pkt = erzielte Punkte; Pts% oder Pkt% = Punktquote; Win% = Siegquote; Resultat = erreichte Runde in den Play-offs)